# Finnország az 1972. évi téli olimpiai játékokon
Finnország a japán Szapporóban megrendezett 1972. évi téli olimpiai játékok egyik részt vevő nemzete volt. Az országot az olimpián 6 sportágban 50 sportoló képviselte, akik összesen 5 érmet szereztek.

## Érmesek
| Érem  | Versenyző                                                | Sportág          | Versenyszám            |
| ----- | -------------------------------------------------------- | ---------------- | ---------------------- |
| Ezüst | Heikki Ikola Mauri Röppänen Esko Saira Juhani Suutarinen | Biatlon          | Férfi 4 × 7,5 km váltó |
| Ezüst | Rauno Miettinen                                          | Északi összetett | Egyéni                 |
| Ezüst | Marjatta Kajosmaa                                        | Sífutás          | Női 5 km               |
| Ezüst | Marjatta Kajosmaa Hilkka Riihivuori Helena Takalo        | Sífutás          | Női 3 × 5 km váltó     |
| Bronz | Marjatta Kajosmaa                                        | Sífutás          | Női 10 km              |

## Biatlon
| Versenyző                                                | Versenyszám      | Lövőhiba | Időeredmény | Helyezés |
| -------------------------------------------------------- | ---------------- | -------- | ----------- | -------- |
| Mauri Röppänen                                           | 20 km egyéni     | 7        | 1:23:45,88  | 27.      |
| Esko Saira                                               | 20 km egyéni     | 5        | 1:17:34,80  | 6.       |
| Yrjö Salpakari                                           | 20 km egyéni     | 2        | 1:16:51,43  | 5.       |
| Juhani Suutarinen                                        | 20 km egyéni     | 10       | 1:24:25,99  | 30.      |
| Esko Saira Juhani Suutarinen Heikki Ikola Mauri Röppänen | 4 × 7,5 km váltó | 3        | 1:54:37,25  |          |

## Északi összetett
| Versenyző       | Síugrás | Síugrás | Sífutás | Sífutás | Sífutás | Összesítés | Összesítés |
| Versenyző       | Pont    | Hely.   | Idő     | Pont    | Hely.   | Pont       | Helyezés   |
| --------------- | ------- | ------- | ------- | ------- | ------- | ---------- | ---------- |
| Erkki Kilpinen  | 185,0   | 9.      | 49:52,6 | 206,845 | 4.      | 391,845    | 4.         |
| Jukka Kuvaja    | 160,2   | 25.     | 51:17,0 | 194,185 | 19.     | 354,385    | 27.        |
| Rauno Miettinen | 210,0   | 2.      | 51:08,2 | 195,505 | 15.     | 405,505    |            |

## Gyorskorcsolya
Férfi
| Versenyző      | Versenyszám | Eredmény | Helyezés |
| -------------- | ----------- | -------- | -------- |
| Seppo Hänninen | 500 m       | 40,12    | 5.       |
| Seppo Hänninen | 1500 m      | 2:14,52  | 28.      |
| Kimmo Koskinen | 1500 m      | 2:08,18  | 10.      |
| Kimmo Koskinen | 5000 m      | 7:45,15  | 11.      |
| Kimmo Koskinen | 10 000 m    | 15:38,87 | 7.       |
| Leo Linkovesi  | 500 m       | 40,14    | 6.       |
| Leo Linkovesi  | 1500 m      | 2:16,86  | 34.      |
| Jouko Salakka  | 500 m       | 42,81    | 27.      |
| Jouko Salakka  | 1500 m      | 2:10,22  | 17.      |
| Jouko Salakka  | 5000 m      | 7:57,42  | 18.      |
| Jouko Salakka  | 10 000 m    | 16:35,64 | 19.      |

Női
| Versenyző    | Versenyszám | Eredmény | Helyezés |
| ------------ | ----------- | -------- | -------- |
| Arja Kantola | 500 m       | 46,12    | 16.      |
| Arja Kantola | 1000 m      | 1:35,45  | 21.      |
| Arja Kantola | 3000 m      | 5:30,88  | 21.      |
| Tuula Vilkas | 500 m       | 46,85    | 24.      |
| Tuula Vilkas | 1000 m      | 1:33,51  | 11.      |
| Tuula Vilkas | 1500 m      | 2:27,09  | 16.      |
| Tuula Vilkas | 3000 m      | 5:05,92  | 7.       |

## Jégkorong
| Finn férfi jégkorongcsapat-játékoskeret                                                                             | Finn férfi jégkorongcsapat-játékoskeret                                                            | Finn férfi jégkorongcsapat-játékoskeret                                                             |
| --- | -------------------------------------------------------------------------------------------------- | --------------------------------------------------------------------------------------------------- |
| - Heikki Järn - Matti Keinonen - Ilpo Koskela - Seppo Lindström - Harri Linnonmaa - Pekka Marjamäki - Lauri Mononen | - Matti Murto - Lasse Oksanen - Veli-Pekka Ketola - Esa Peltonen - Jorma Peltonen - Juha Rantasila | - Seppo Repo - Heikki Riihiranta - Juhani Tamminen - Timo Turunen - Jorma Valtonen - Jorma Vehmanen |

### Eredmények
Selejtező
| 1972. február 4. | Finnország (FIN) | 13 – 1 (3–1, 5–0, 5–0) | Norvégia | Szapporo |

|  |  |  |  |  |
|  |  |  |  |  |
|  |  |  |  |  |
|  |  |  |  |  |

Hatos döntő
| 1972. február 5. | Szovjetunió (URS) | 9 – 3 (3–2, 3–1, 3–0) | Finnország | Szapporo |

|  |  |  |  |  |
|  |  |  |  |  |
|  |  |  |  |  |
|  |  |  |  |  |

| 1972. február 7. | Finnország (FIN) | 5 – 1 (0–0, 4–0, 1–1) | Lengyelország | Szapporo |

|  |  |  |  |  |
|  |  |  |  |  |
|  |  |  |  |  |
|  |  |  |  |  |

| 1972. február 8. | Csehszlovákia (TCH) | 7 – 1 (1–0, 3–0, 3–1) | Finnország | Szapporo |

|  |  |  |  |  |
|  |  |  |  |  |
|  |  |  |  |  |
|  |  |  |  |  |

| 1972. február 10. | Finnország (FIN) | 1 – 4 (1–2, 0–1, 0–1) | Egyesült Államok | Szapporo |

|  |  |  |  |  |
|  |  |  |  |  |
|  |  |  |  |  |
|  |  |  |  |  |

| 1972. február 13. | Svédország (SWE) | 3 – 4 (2–1, 1–1, 0–2) | Finnország | Szapporo |

|  |  |  |  |  |
|  |  |  |  |  |
|  |  |  |  |  |
|  |  |  |  |  |

Végeredmény
| Csapat           | M | Gy | D | V | G+ | G– | Gk  | P |
| ---------------- | - | -- | - | - | -- | -- | --- | - |
| Szovjetunió      | 5 | 4  | 1 | 0 | 33 | 13 | +20 | 9 |
| Egyesült Államok | 5 | 3  | 0 | 2 | 18 | 15 | +3  | 6 |
| Csehszlovákia    | 5 | 3  | 0 | 2 | 26 | 13 | +13 | 6 |
| Svédország       | 5 | 2  | 1 | 2 | 17 | 13 | +4  | 5 |
| Finnország       | 5 | 2  | 0 | 3 | 14 | 24 | –10 | 4 |
| Lengyelország    | 5 | 0  | 0 | 5 | 9  | 39 | –30 | 0 |

- Az Egyesült Államok és Csehszlovákia között az egymás elleni eredmény (5–1) döntött.

| Csapat     | Helyezés |
| ---------- | -------- |
| Finnország | 5.       |

## Sífutás
Férfi
| Versenyző                                             | Versenyszám     | Eredmény      | Helyezés      |
| ----------------------------------------------------- | --------------- | ------------- | ------------- |
| Teuvo Hatunen                                         | 30 km           | 1:42:27,18    | 22.           |
| Teuvo Hatunen                                         | 50 km           | 3:00:41,72    | 32.           |
| Osmo Karjalainen                                      | 15 km           | 46:27,51      | 10.           |
| Osmo Karjalainen                                      | 30 km           | nem ért célba | nem ért célba |
| Raimo Lehtinen                                        | 30 km           | nem ért célba | nem ért célba |
| Manne Liimatainen                                     | 15 km           | 48:59,90      | 35.           |
| Eero Mäntyranta                                       | 30 km           | 1:41:40,51    | 19.           |
| Eero Mäntyranta                                       | 50 km           | nem ért célba | nem ért célba |
| Juha Mieto                                            | 15 km           | 46:02,74      | 4.            |
| Kalevi Oikarainen                                     | 50 km           | nem ért célba | nem ért célba |
| Juhani Repo                                           | 15 km           | 47:56,16      | 23.           |
| Hannu Taipale                                         | 50 km           | 2:48:24,83    | 12.           |
| Hannu Taipale Juha Mieto Juhani Repo Osmo Karjalainen | 4 × 10 km váltó | 2:07:50,19    | 5.            |

Női
| Versenyző                                                         | Versenyszám    | Eredmény | Helyezés |
| ----------------------------------------------------------------- | -------------- | -------- | -------- |
| Marjatta Kajosmaa                                                 | 5 km           | 17:05,50 |          |
| Marjatta Kajosmaa                                                 | 10 km          | 34:56,45 |          |
| Marjatta Muttilainen-Olkkonen                                     | 10 km          | 36:46,40 | 22.      |
| Senja Pusula                                                      | 5 km           | 17:59,93 | 25.      |
| Hilkka Riihivuori-Kuntola                                         | 5 km           | 17:11,67 | 5.       |
| Hilkka Riihivuori-Kuntola                                         | 10 km          | 35:36,71 | 8.       |
| Helena Takalo-Kivioja                                             | 5 km           | 17:21,39 | 9.       |
| Helena Takalo-Kivioja                                             | 10 km          | 35:06,34 | 5.       |
| Helena Takalo-Kivioja Hilkka Riihivuori-Kuntola Marjatta Kajosmaa | 3 × 5 km váltó | 49:19,37 |          |

## Síugrás
| Versenyző       | Versenyszám | 1. ugrás | 1. ugrás | 1. ugrás | 2. ugrás | 2. ugrás | 2. ugrás | Összesítés | Összesítés |
| Versenyző       | Versenyszám | Távolság | Pont     | Hely.    | Távolság | Pont     | Hely.    | Pont       | Helyezés   |
| --------------- | ----------- | -------- | -------- | -------- | -------- | -------- | -------- | ---------- | ---------- |
| Tauno Käyhkö    | Normálsánc  | 76,0     | 105,8    | 23.*     | 75,5     | 106,0    | 13.      | 211,8      | 18.*       |
| Tauno Käyhkö    | Nagysánc    | 95,0     | 104,5    | 11.      | 100,5    | 114,7    | 2.       | 219,2      | 4.         |
| Rauno Miettinen | Normálsánc  | 75,5     | 105,5    | 25.      | 75,5     | 106,5    | 11.      | 212,0      | 17.        |
| Rauno Miettinen | Nagysánc    | 83,0     | 79,7     | 38.      | 87,5     | 91,0     | 18.      | 170,7      | 32.*       |
| Esko Rautionaho | Normálsánc  | 73,5     | 100,3    | 36.*     | 67,0     | 87,4     | 47.      | 187,7      | 45.        |
| Esko Rautionaho | Nagysánc    | 93,0     | 95,7     | 22.      | 99,0     | 110,1    | 4.       | 205,8      | 9.         |
| Kari Ylianttila | Normálsánc  | 76,0     | 104,8    | 28.      | 73,5     | 101,8    | 23.      | 206,6      | 25.        |
| Kari Ylianttila | Nagysánc    | 91,5     | 99,1     | 14.      | 92,0     | 98,3     | 9.       | 197,4      | 13.        |

* - egy másik versenyzővel azonos eredményt ért el